# Jonas Burgwinkel

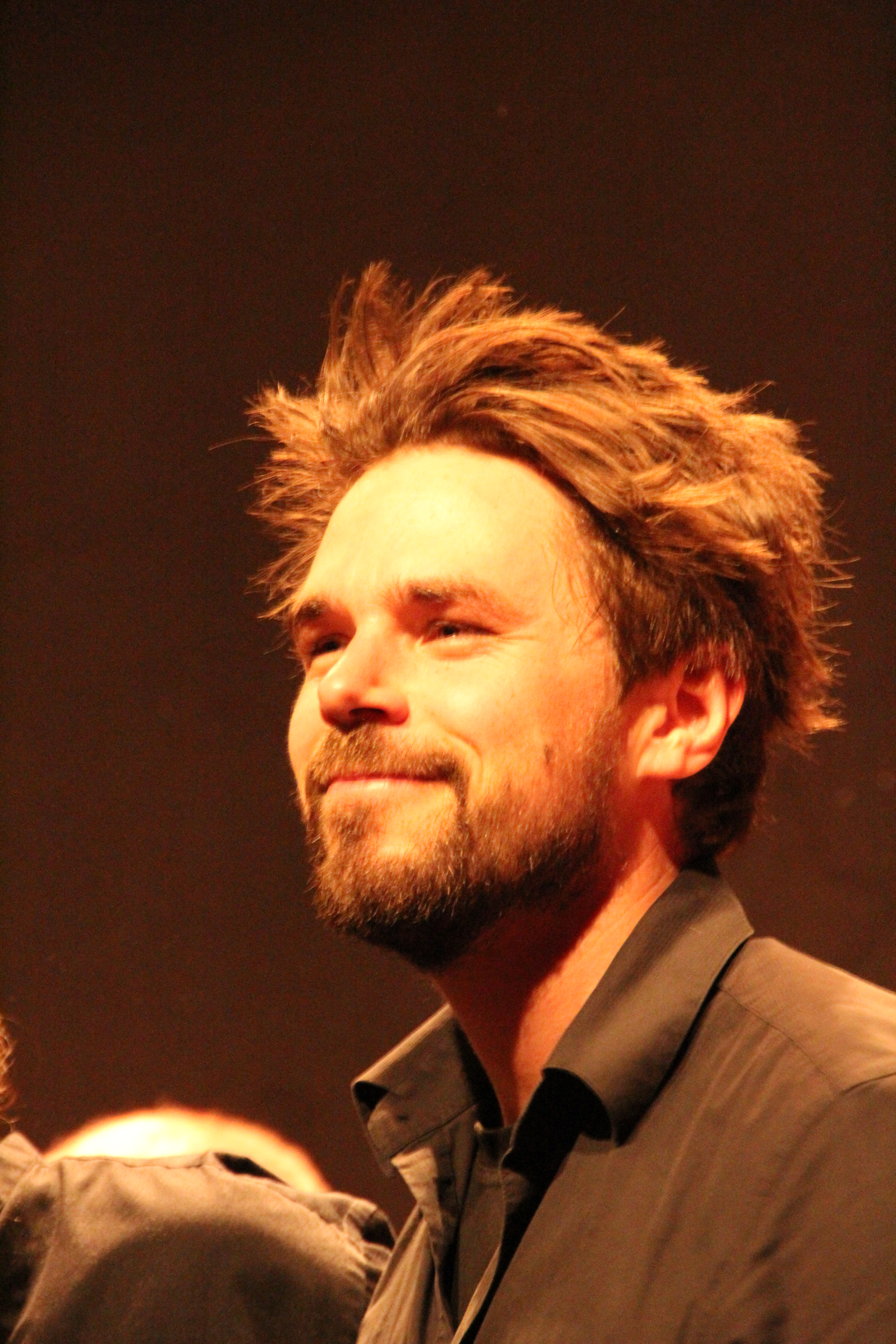
Jonas Burgwinkel (2018)

Jonas Burgwinkel (* 1981 in Aachen) ist ein deutscher Schlagzeuger des Creative Jazz. Seit Oktober 2011 ist er Professor für Jazz-Schlagzeug an der Hochschule für Musik und Tanz Köln.

## Leben und Wirken
Burgwinkel startete seine Karriere als Jungstudent: Mit 17 Jahren begann er sein Studium am Conservatorium Maastricht. Nach dem sich anschließenden einjährigen Stipendium am Berklee College of Music in Boston, MA, studierte er von 2004 bis 2009 an der Musikhochschule Köln. Er absolvierte Unterricht und Masterclasses bei Jamey Haddad, Michael Küttner, Ralph Peterson und Keith Copeland.
Konzerttourneen führten ihn auf alle Kontinente. Unter anderem spielte er mit Jazzgrößen wie John Scofield, Chris Potter, Uri Caine, Lee Konitz, Mark Murphy, Dave Liebman, John Taylor, Nils Wogram oder Manfred Schoof.
Seit 2006 spielt er im Pablo Held Trio mit Robert Landfermann und Pablo Held; weiterhin arbeitet er mit einer Vielzahl renommierter Ensembles europaweit zusammen. Derzeit bespielt er etwa 150 Konzerte im Jahr und zählt nach Ansicht des Deutschlandfunks „mittlerweile zu den gefragtesten und aktivsten Jazzmusikern“ seiner Generation in Deutschland.

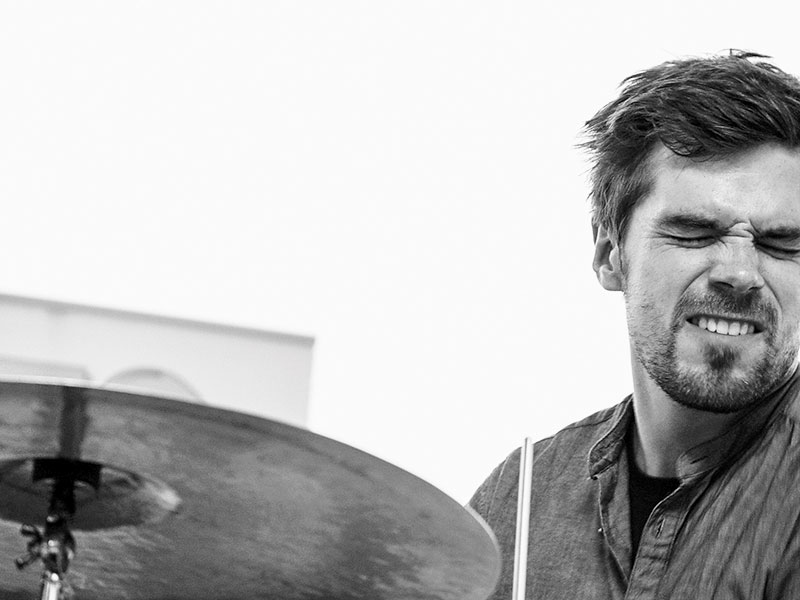
Jonas Burgwinkel (2014)

2008 gründete er sein eigenes Ensemble, Source Direct, dessen erste CD gleich nach Erscheinen von der Presse hoch gelobt wurde. Mit Gitarrist Reinier Baas und Hammondorganist Kit Downes betreibt er zudem das Orgeltrio Deadeye. Als Schlagzeuger ist er auf über 50 Tonträgern von Plattenfirmen wie Pirouet, ACT, Enja, Traumton, Intuition, Stunt music, DeWerf oder BMC zu hören.
Im August 2009 war Burgwinkel Gründungsmitglied des Kölner Jazz-Kollektives KLAENG, zu dem damals neben Burgwinkel 6 weitere Musiker gehörten: Tobias Christl, Pablo Held, Tobias Hoffmann, Niels Klein, Frederik Köster und Robert Landfermann. Mit den KLAENG-Festivals wurde seit 2010 eine Reihe von Konzerten begründet, die internationale Künstler und Formationen nach Köln einlädt und u. a. durch musikalische Vielfältigkeit Impulse setzt.

## Preise und Auszeichnungen
Jonas Burgwinkel erhielt 2012 den deutschen Musikpreis ECHO Jazz in der Kategorie Instrumentalist des Jahres National Drums/Percussion für sein Album Source Direct. Mit Robert Landfermann war er 2009 Preisträger des WDR-Jazzpreises für Improvisation. Weiterhin gewann er den Solistenpreis bei der European Jazz Competition auf dem North Sea Jazz Festival.
Mit dem Pablo Held Trio erhielt er den Förderpreis des Landes Nordrhein-Westfalen 2013 sowie den SWR-Jazzpreis 2014.

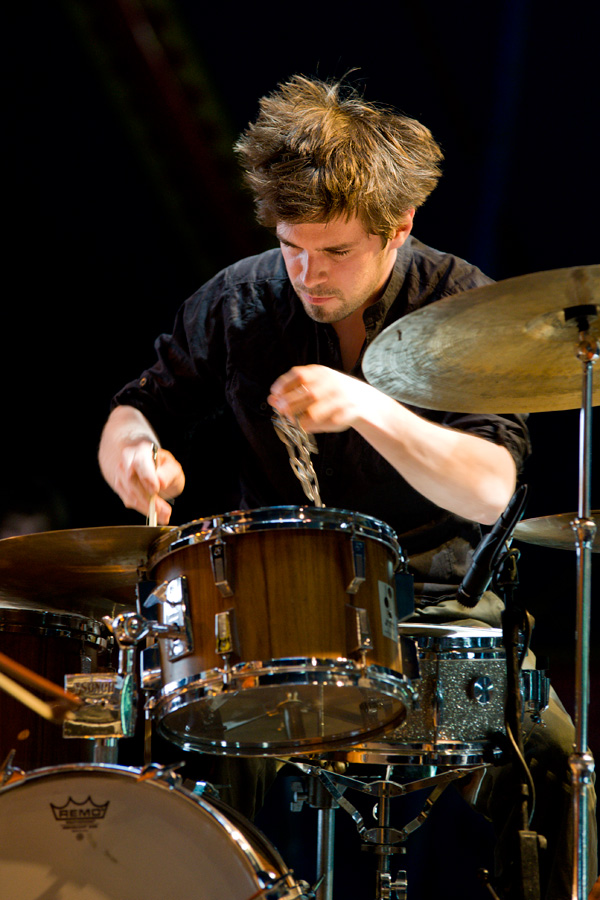
Jonas Burgwinkel, Moers Festival 2012

## Diskographische Hinweise
- Source Direct (mit Julian Argüelles, Niels Klein, Claus Stötter, Tobias Hoffmann, Pablo Held, Robert Landfermann; Traumton 2011)[3][4]
- Side: B (mit DJ Illvibe, Hans Nieswandt, Sebastian Müller, Niels Klein, Pablo Held, Robert Landfermann; Klaeng 2015)
- Medusa Beats (mit Benoît Delbecq, Petter Eldh; Jazzwerkstatt 2018)[5]

unter anderem Namen
- Sebastian Gille Anthem (Pirouet 2011)
- Frank Wingold Clairvoyance Virtues & Vices (Double Moon 2011)
- Nils Klein Tubes and Wires (nwog records 2013)
- Max von Mosch Orchestra Berlin Kaboom! (ACT 2014)
- Sebastian Sternal Home (mit Larry Grenadier; Traumton 2016)
- Nikolas Anadolis Enjoy Jazz Festival 2014 (Jazzhaus 2018)
- Pablo Held Trio Investigations (Pirouet 2018)
- Robert Landfermann: Rhenus (2023)
- Peter Ehwalds Double Trouble: Dumont Dancer (Jazzwerkstatt, 2023)
- Pablo Held: Trio Plays Standards (2024)